# Nether Wyresdale
Nether Wyresdale – wieś w Anglii, w hrabstwie Lancashire, w dystrykcie Wyre. Leży 63 km na północny zachód od miasta Manchester i 323 km na północny zachód od Londynu.